# Guardians of the Galaxy Vol. 3
Guardians of the Galaxy Vol. 3 is een Amerikaanse superheldenfilm uit 2023, gebaseerd op Guardians of the Galaxy van Marvel Comics, geproduceerd door Marvel Studios en gedistribueerd door Walt Disney Studios Motion Pictures. De film is geschreven en geregisseerd door James Gunn. 
Guardians of the Galaxy Vol. 3 is het vervolg op de in 2017 verschenen film Guardians of the Galaxy Vol. 2. Na deze film verschenen de Guardians of the Galaxy in nog in de films: Avengers: Infinity War (2018), Avengers: Endgame (2019), Thor: Love and Thunder (2022) en The Guardians of the Galaxy Holiday Special (2022). Het is de 32e film uit het Marvel Cinematic Universe (MCU) en is een deel van fase vijf van de MCU.

## Verhaal

### Proloog
Guardians of the Galaxy Peter Quill, Drax, Nebula, Mantis, Rocket, Groot, Kraglin en Cosmo the Space Dog vertoeven samen op Knowhere. Hun levens hebben weer hun normale vorm aangenomen, alleen Quill kan niet verdragen dat zijn Gamora er niet meer is. De versie van Gamora die nog wel bestaat komt uit het verleden, weet niets van hun romance en heeft geen interesse in hem. Quill drinkt daarom elke dag tot hij erbij neervalt. Dit patroon wordt verstoord wanneer Adam Warlock verschijnt en Rocket aanvalt. De Guardians hebben de grootst mogelijke moeite om hem tegen te houden. Nebula verjaagt Adam uiteindelijk, maar Rocket blijft in kritieke toestand achter.

### Verhaal
Het blijkt niet mogelijk om Rocket te genezen met medi-packs. De organisatie die hem creëerde - het Orgocorp van de High Evolutionary - heeft een killswitch in zijn lichaam geplaatst die dat voorkomt. De andere Guardians hebben 48 uur om die te omzeilen en zo zijn leven te redden. Rocket ziet intussen zijn leven aan zich voorbij flitsen. De High Evolutionary wilde een ideale maatschappij creëren, met optimale kruisingen van mens en dier als bevolking. Wasbeertje Rocket was een van de proefdieren waar hij meedogenloos experimenten op uitvoerde. Rocket raakte in die tijd bevriend met proefdieren Teefs, Floor en zijn grote liefde Lylla. Hij bleek als enige testsubject ooit in staat om niet alleen dingen uit zijn hoofd te leren, maar ook zelf creatief na te denken. Hij kon de High Evolutionary zelfs uitleggen waarom de anderen dit niet konden en hoe die dit kon oplossen. Rockets lichting proefdieren was alleen niet bedoeld om diens nieuwe wereld te gaan bevolken. De High Evolutionary wilde zijn hersenen behouden voor onderzoek en hem en de rest van zijn lichting verder vernietigen. Rocket bevrijdde Teefs, Floor en Lylla om samen te vluchten. De High Evolutionary schoot daarop Lylla neer. Nadat Rocket hem razend aanviel, kwamen in een schietpartij ook Teefs en Floor om. Rocket vluchtte daarna in een ruimteschip.
De Guardians gaan naar Orgocorp, op zoek naar de code waarmee ze Rockets killswitch uit kunnen schakelen. Ze krijgen hulp van de Ravagers, met ook de andere versie van Gamora. De benodigde code blijkt uit Rockets dossier te zijn verwijderd. Quill realiseert zich dat Theel - een adviseur van de High Evolutionary - die heeft gestolen. De Guardians gaan daarom naar Counter-Earth, de planeet waarop de High Evolutionary zijn ideale maatschappij wil creëren. Adam en Ayesha van het Sovereign-volk komen achter ze aan. De High Evolutionary heeft gedreigd hun gehele soort te vernietigen als ze hem Rocket niet bezorgen.
Op Counter-Earth begeven Quill, Groot, Nebula en later ook Drax en Mantis zich naar het laboratoriumcomplex Arête. Daardoor staat Gamora er alleen voor wanneer Adam met behulp van War Pig probeert om Rocket te ontvoeren. Het lukt haar toch om hun aanval af te slaan. De High Evolutionary vertelt Quill op Arête dat ook zijn meest recente poging om een ideale maatschappij te stichten een mislukking is. Hij zet daarop een proces in werking om alle wezens en bouwwerken op Counter-Earth te vernietigen, zodat hij met een schone lei opnieuw kan beginnen. Arête blijkt een enorm ruimteschip. Wanneer het opstijgt, enteren Nebula, Drax en Mantis het om Quill en Groot te redden. Die hebben Arête dan al verlaten met Theel, bij wie ze een apparaat uit het hoofd verwijderen met daarin de code die ze zochten. Rocket heeft na invoering daarvan een bijna-doodervaring. Hij ziet hierin Lylla, Teefs en Floor terug. Lylla vertelt hem dat hij met ze mee mag, alleen nu nog niet. Daarop komt hij bij en vallen Quill en Groot hem in de armen.
Drax, Nebula en Mantis vinden aan boord van de Arête een groep genetisch gemodificeerde humanoïde kinderen. Quill, Groot en Gamora beginnen een reddingsactie om de anderen te bevrijden. Kraglin bestookt de Arête intussen vanaf Knowhere. De strijdkrachten van de High Evolutionary vechten terug. Die laat zelf drie monsterlijke Abilisken los op Drax, Nebula en Mantis. Mantis weet dat die geen vlees eten en ziet kans om de wezens aan hun kant te krijgen. Cosmo legt de Arête en Knowhere telekinetisch tegen elkaar. Zo kunnen de Guardians samen de kinderen overbrengen. Rocket ontdekt op de stukje bij beetje ontploffende Arête talloze opgesloten dieren. De Guardians verslaan samen de High Evolutionary. Daarna brengen ze ook de dieren over naar Knowhere. Wanneer Cosmo de twee ruimteschepen niet langer tegen elkaar kan houden, lukt het Quill niet om de sprong te maken. Hij dreigt te bevriezen in de ruimte. Adam schiet te hulp en brengt hem alsnog over. Hij heeft de kant van de Guardians gekozen nadat Groot hem redde van de exploderende Arête. 

### Epiloog
Quill verlaat het Guardians-team en gaat naar de aarde om zijn opa Jason op te zoeken. Mantis vertrekt ook. Zij wil voor het eerst in haar bestaan een leven leiden dat niet in dienst van een ander staat. Gamora keert terug naar de Ravagers. Nebula en Drax blijven op Knowhere om voor de bevrijde kinderen te zorgen. Het Guardians-team gaat verder met Rocket, Groot, Kraglin, Cosmo, Adam, Phyla en Adams huisdier Blurp.

## Rolverdeling
| Acteur                              | Personage                                                  |
| ----------------------------------- | ---------------------------------------------------------- |
| Chris Pratt                         | Peter Quill / Star-Lord                                    |
| Zoë Saldaña                         | Gamora                                                     |
| Dave Bautista                       | Drax the Destroyer                                         |
| Bradley Cooper                      | Rocket Raccoon (stem)                                      |
| Vin Diesel                          | Groot (stem)                                               |
| Karen Gillan                        | Nebula                                                     |
| Pom Klementieff                     | Mantis                                                     |
| Sean Gunn                           | Kraglin Obfonteri / Rocket Raccoon (jong & motion capture) |
| Chukwudi Iwuji                      | The High Evolutionary                                      |
| Will Poulter                        | Adam Warlock                                               |
| Elizabeth Debicki                   | Ayesha                                                     |
| Maria Bakalova (stem) Slate the Dog | Cosmo the Space Dog                                        |
| Sylvester Stallone                  | Stakar Ogord                                               |
| Linda Cardellini                    | Lylla                                                      |
| Asim Chaudhry                       | Teefs                                                      |
| Mikaela Hoover                      | Floor                                                      |
| Nathan Fillion                      | Master Karja                                               |
| Jennifer Holland                    | Administrator Kwol                                         |
| Nico Santos                         | Recorder Theel                                             |
| Miriam Shor                         | Recorder Vim                                               |
| Kai Zen                             | Phyla-Vell                                                 |
| Noa Raskin                          | Baby Rocket (stem)                                         |
| Michael Rosenbaum                   | Martinex                                                   |
| Daniela Melchior                    | Ura                                                        |
| Dee Bradley Baker                   | Blurp (stem)                                               |
| Tara Strong                         | Mainframe (stem)                                           |
| Stephen Blackehart                  | Steemie Blueliver                                          |
| Gregg Henry                         | Jason Quill                                                |
| Judy Greer                          | War Pig (stem)                                             |
| Reinaldo Faberlle                   | Behemoth (stem)                                            |
| Michael Rooker                      | Yondu Udonta                                               |
| Jared Gore                          | Krugarr                                                    |
| Seth Green                          | Howard the Duck (stem)                                     |
| Christopher Fairbank                | Broker                                                     |
| Rhett Miller                        | Bzermikitokolok                                            |
| Natalia Safran                      | Controller                                                 |
| Gerardo Davila                      | Fitz-Gibbonok                                              |
| Benjamin Byron Davis                | Bletelsnort                                                |
| Darla Delgado                       | Neelie                                                     |
| Randy Havens                        | Till                                                       |
| Dane DiLiegro                       | Unsavory Octopus                                           |
| Tiffany Smith                       | OrgoCorp Host Friniki                                      |
| Karen Abercrombie                   | Grandma Quill                                              |
| Terence Rosemore                    | Xlomo Smeth                                                |
| Sarah Alami                         | Sssssaralami                                               |
| Jasmine Munoz                       | Hoobtoe                                                    |
| Giovannie Cruz                      | Orloni Peddler                                             |
| Lloyd Kaufman                       | Gridlemop                                                  |
| Troy Beecham                        | Dronken Knowherian                                         |
| James Gunn                          | Lamb-Shank (stem)                                          |
| Pete Davidson                       | Phlektik                                                   |
| Kyle Mclean                         | The Boss's Nephew                                          |
| Jonathan Fritschi                   | Carrot Head                                                |
| Molly C. Quinn                      | Molly                                                      |
| Sarah Anne                          | Latti                                                      |
| Austin Freeman                      | Phlektik Guard / On-Set Groot                              |

## Prijzen en nominaties
De belangrijkste:
| Jaar | Prijs                       | Categorie                              | Genomineerde(n)                                                | Uitslag     |
| ---- | --------------------------- | -------------------------------------- | -------------------------------------------------------------- | ----------- |
| 2024 | British Academy Film Awards | Beste visuele effecten                 | Theo Bialek, Stephane Ceretti, Alexis Wajsbrot en Guy Williams | Genomineerd |
| 2024 | Golden Globes               | "Cinematic and Box Office Achievement" | "Cinematic and Box Office Achievement"                         | Genomineerd |
| 2024 | Critics Choice Awards       | Beste visuele effecten                 | Theo Bialek, Stephane Ceretti, Alexis Wajsbrot en Guy Williams | Genomineerd |